# Edgar James Joint
Sir Edgar James Joint, KCMG, OBE (1955)  (* 7. Mai 1902; † 1981) war ein britischer Diplomat. Von 1956 bis 1960 war er britischer Botschafter in Kolumbien.

## Leben
Edgar James Joint wurde am 7. Januar 1918 in der Abteilung Überseehandel des Foreign Office als Boy Clerk eingestellt. Am 28. Oktober 1919 wurde er Assistent Clerk.
1948 war Edgar James Joint Counsellor (Commercial) an der Botschaft in Brüssel.
| Vorgänger             | Amt                                                          | Nachfolger             |
| --------------------- | ------------------------------------------------------------ | ---------------------- |
| Reginald Keith Jopson | britischer Botschafter in Kolumbien 12. Januar 1956 bis 1960 | Alfred Stanley Fordham |